# تارونا أفسي
تارونا الاسم الكامل: (بالإنجليزية: Taroona Football Club)‏ هو نادي كرة قدم أسترالي تم إنشاؤه في سنة 1943 الميلادية وشارك في الدوري الجنوب الأسترالي الممتاز.